# Індуїстські божества
Індуїстські божества — це боги та богині в індуїзмі. Терміни та епітети для божеств у різних традиціях індуїзму відрізняються, і включають Дева, Деві, Ішвара, Ішварі, Бгаґаван і Бгаґаваті.
Божества індуїзму еволюціонували від ведичної ери (2-е тисячоліття до н. е.) до середньовіччя (1-ше тисячоліття н. е.), регіонально в межах Непалу, Пакистану, Індії та Південно-Східної Азії, а також через різноманітні традиції індуїзму. Концепція індуїстського божества варіюється від особистого бога, як у школі йоги індуїстської філософії, до тридцяти трьох основних божеств у Ведах і до сотень божеств, згаданих у пуранах індуїзму. Ілюстрації основних божеств включають Вішну, Лакшмі, Шиву, Парваті, Брахму та Сарасваті. Ці божества мають різні та складні особистості, але їх часто розглядають як аспекти тієї самої Найвищої Реальності під назвою Брахман. З давніх часів ідея еквівалентності плекалася для всіх індуїстів у текстах і в скульптурі початку 1-го тисячоліття з такими поняттями, як Харіхара (наполовину Вішну, наполовину Шива) і Ардханарішвара (наполовину Шива, половина Парваті), з міфами та храмами, які показують їх разом, заявляючи, що вони однакові. Основні божества надихнули власні індуїстські традиції, такі як вайшнавізм, шиваїзм і шактизм, але зі спільною міфологією, ритуальною граматикою, теософією, аксіологією та поліцентризмом. Деякі індуїстські традиції, такі як смартизм середини 1-го тисячоліття нашої ери, включали кількох головних божеств як генотеїстичні прояви Сагуни Брахман і як засіб для реалізації Ніргуна Брахман. У філософії Самкх'я Девата або божества вважаються «природними джерелами енергії», у яких Саттва є домінуючою Ґуною.
Індуїстські божества представлені різними іконами та аніконами, на картинах і скульптурах під назвою Мурті і Пратіма. Деякі індуїстські традиції, такі як стародавні чарваки, відкидали всі божества та концепцію бога чи богині, тоді як рухи британської колоніальної епохи 19-го століття, такі як Ар'я-самадж і Брахмо Самадж, відкидали божества та прийняли монотеїстичні концепції подібні до авраамічних релігій. Індуїстські божества були прийняті в інших релігіях, таких як джайнізм, і в регіонах за межами Індії, таких як переважно буддистський Таїланд і Японія, де вони продовжують шануватися в регіональних храмах або мистецтві.
У стародавніх і середньовічних текстах індуїзму тіло людини описується як храм, а божества описуються як частини, що перебувають у ньому, тоді як Брахман (Абсолютна Реальність, Бог) описується як такий самий або схожий за природою, як Атман (Я), який, на думку індуїстів, є вічним і міститься в кожній живій істоті. Божества в індуїзмі такі ж різноманітні, як і його традиції, і індуїст може вибрати політеїст, пантеїст, монотеїст, моністичний, агностик, атеїст чи гуманіст.

## Дева і деві

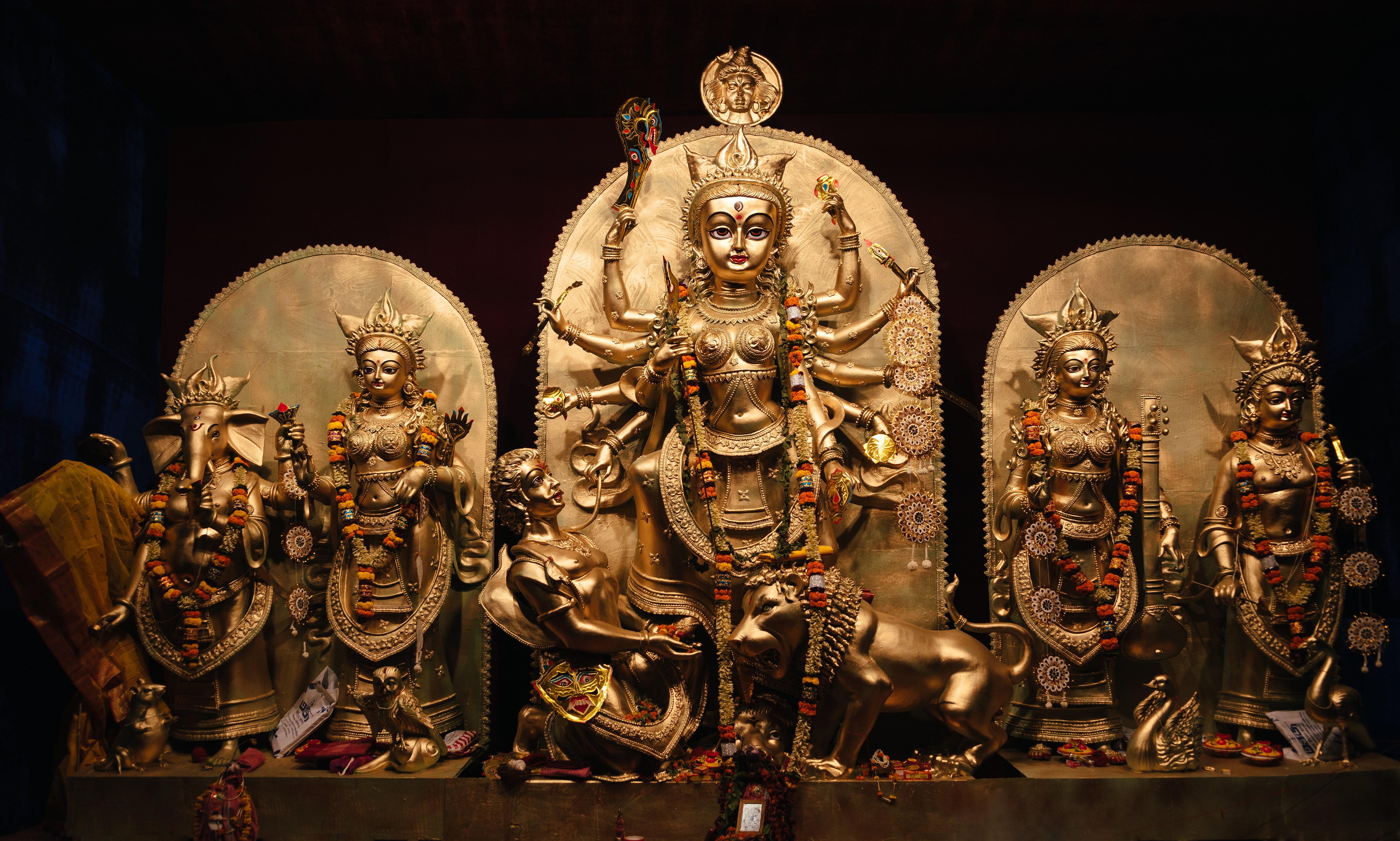
Богиня Дурґа та пантеон інших богів і богинь, яким поклоняються під час фестивалю Дурґа-Пуджа в Калькутті.

Божества в індуїзмі називаються Дева (чоловічий) і Деві (жіночий). Корінь цих термінів означає «небесне, божественне, будь-що досконале».
У ранній ведичній літературі всі надприродні істоти називаються асурами. До пізнього ведичного періоду (~500 р. до н. е.) доброзичливі надприродні істоти називаються дева-асурами. У постведичних текстах, таких як Пурани та Ітіхаси індуїзму, Деви представляють добро, а Асури — зло. У деякій середньовічній індійській літературі девів також називають сурами та протиставляють їхнім настільки ж могутнім, але злим зведеним братам, яких називають асурами.
Індуїстські божества є частиною індуїстської міфології, і Деви, і Деві фігурують в одній із багатьох космологічних теорій індуїзму.

### Характеристика божеств ведичної епохи
У ведичній літературі Деви та Деві представляють сили природи, а деякі представляють моральні цінності (такі як Адітьї, Варуна та Мітра), кожен із яких символізує втілення спеціальних знань, творчої енергії, піднесених і магічних сил (Сіддхи).
Девами, які найчастіше згадуються в Ріґведі, є Індра, Аґні (вогонь) і Сома, причому «божество вогню» називають другом усього людства, і вони, і Сома, відзначаються в ритуалі вогню яджня, який відзначає основні індуїстські церемонії. Савітар, Вішну, Рудра (пізніше отримав ексклюзивний епітет Шиви) і Праджапаті (пізніше Брахма) є богами, а отже, Девами.
Веди описують ряд значущих Деві, таких як Ушас (світанок), Прітхві (земля), Адіті (космічний моральний порядок), Сарасваті (річка, знання), Вач (звук), Нірріті (знищення), Ратрі (ніч), Араньяні (ліс), і такі богині щедрот, як Дінсана, Рака, Пурамдгі, Паренді, Бгараті, Магі, серед інших, згадуються в Ріґведі. Шрі, також звана Лакшмі, з'являється в пізніх ведичних текстах, датованих добуддійськими, але вірші, присвячені їй, не припускають, що її риси були повністю розвинені у ведичну епоху. Усі боги та богині розрізняються у ведичні часи, але в постведичних текстах (~500 р. до н. е. до 200 р. н. е.), і особливо в літературі раннього середньовіччя, вони зрештою розглядаються як аспекти чи прояви одного Брахмана, потужність Всевишнього.
Ананда Кумарасвамі стверджує, що Деви й Асури у ведичних знаннях подібні до Ангелів-Теої-Богів і Титанів грецької міфології, обидва могутні, але мають різні орієнтації та схильності, Деви представляють сили Світла, а Асури — сили Темряви в індуїстській міфології. Відповідно до тлумачення Девів і Асурів Кумарасвамі, обидві ці природи існують у кожній людині, тиран і ангел є в кожній істоті, найкраще і найгірше в кожній людині бореться перед вибором і власною природою, а індуїстське формулювання Девів і Асурів — це вічний танець між ними в кожній людині.
Деви й асури, ангели й титани, сили світла й сили темряви в Рігведі, хоча й різні й протилежні за дією, за своєю суттю є єдиносущними, їх відмінність є питанням не сутності, а орієнтації, революції чи трансформації. У цьому випадку Титан потенційно є Ангелом, Ангел все ще за своєю природою є Титаном; Темрява в «actu» — це Світло, Світло в «potentia» — Темрява; звідки позначення Асура і Дева можуть бути застосовані до однієї й тієї самої Особи відповідно до способу дії, як у Рігведі 1.163.3, «Трита є ти (Агні) через внутрішнє функціонування».— Ананда Кумарасвамі, Journal of the American Oriental Society

### Характеристика божеств середньовічної доби
У Пуранах та Ітіхасах із вбудованою Бгаґавад-Ґітою Деви представляють добро, а Асури — зло. Відповідно до Бгаґавад-Ґіти (16.6–16.7), усі істоти у Всесвіті мають як божественні якості (дайві сампад), так і демонічні якості (асурі сампад). У шістнадцятому розділі Бгаґавад-Ґіти стверджується, що чисті богоподібні святі рідко зустрічаються, а чисте демоноподібне зло рідко зустрічається серед людей, а основна частина людства має різноманітні характери з кількома або багатьма недоліками. За словами Жанін Фаулер, Гіта стверджує, що бажання, відраза, жадібність, потреби, емоції в різних формах «є гранями звичайного життя», і це відбувається лише тоді, коли вони перетворюються на хіть, ненависть, жагу, зарозумілість, зарозумілість, гнів, суворість, лицемірство, насильство, жорстокість і така схильність до негативу та руйнування, що природні людські схильності перетворюються на щось демонічне (Асура).

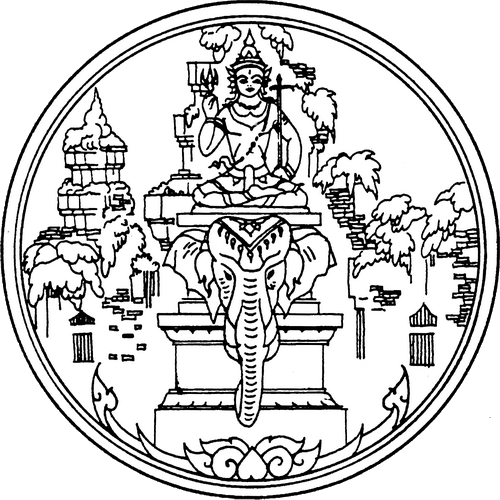
Індра — божество ведичної епохи, яке зустрічається в південній і південно-східній Азії. Над Індрою зображена частина печатки держави Таїланд.

Епоси та тексти середньовічної епохи, зокрема Пурани, розвинули обширну та різноманітну міфологію, пов'язану з індуїстськими божествами, включаючи їхні генеалогії. Кілька текстів Пурани названо на честь головних індуїстських божеств, таких як Вішну, Шива та Деві. Інші тексти та коментатори, такі як Аді Шанкара, пояснюють, що індуїстські божества живуть або керують космічним тілом також у храмі людського тіла. Вони зауважують, що божество Сонця — це очі, Ваю — ніс, Праджапаті — статеві органи, Локапала — вуха, Чандра — розум, Мітра — внутрішнє дихання, Варуна — зовнішнє дихання, Індра — руки, Брігаспаті — мова, Вішну, чий крок великий, — це ноги, а Майя — це усмішка.

### Символізм
Едельманн стверджує, що боги та антибоги індуїзму є символікою духовних понять. Наприклад, бог Індра (Дева) і антибог Вірокана (Асура) запитують у мудреця знання про себе. Вірокана йде з першою даною відповіддю, вірячи, що тепер він може використовувати знання як зброю. Навпаки, Індра продовжує тиснути на мудреця, збиваючи ідеї та дізнаючись про засоби внутрішнього щастя та сили. Едельман припускає, що дихотомії Дева-Асура в індуїстській міфології можна розглядати як «розповідні зображення тенденцій всередині нас самих». Індуїстські божества ведичної ери, стверджує Махоні, це митці з «потужними внутрішніми трансформаційними, ефективними та творчими розумовими здібностями».
В індуїстській міфології всі починаються як асури, народжені від одного батька. «Асури, які залишаються Асурами» поділяють характер могутніх істот, які жадають більшої влади, більшого багатства, его, гніву, безпринципності, сили та насильства. «Асури, які стають Девами», навпаки, керуються внутрішнім голосом, шукають розуміння та сенсу, віддають перевагу поміркованості, принциповій поведінці, узгодженій із Ріта та Дгармою, знанню та гармонії.
Бог (Дева) і антибог (Асура), стверджує Едельманн, також є символічно суперечливими силами, які мотивують кожну людину та людей, і, таким чином, дихотомія Дева-Асура є духовною концепцією, а не простою генеалогічною категорією чи видом істоти. У Бгаґавад Пурані святі та боги народжуються в родинах асурів, таких як Магабалі та Праглада, передаючи символізм того, що мотивація, переконання та дії, а не народження та сімейні обставини визначають, чи є людина подібною до Деви чи Асури.

## Ішвара

Ішвара, разом із Шивою, Вішну та Брахмою, є одним із 17 божеств, які зазвичай зустрічаються в індонезійському індуїстському мистецтві Сур'я Маджапагіт і записах. Однак Ішвара являє різні концепції в різних індуїстських філософіях.

Іншим індуїстським терміном, який іноді перекладається як божество, є Ішвара, або, як альтернатива, різні божества описуються, стверджують Сораджакул та ін., як «уособлення різних аспектів одного й того самого Ішвари». Термін Ішвара має широкий діапазон значень, які залежать від епохи та школи індуїзму. У стародавніх текстах індійської філософії Ішвара означає верховне Я, Брахмана (Вища Реальність), правителя, царя або чоловіка залежно від контексту. У текстах середньовічної епохи Ішвара означає Бога, Вищу Істоту, особистого бога або особливе Я залежно від школи індуїзму.
Серед шести систем індуїстської філософії Самкх'я та Мімамса не вважають поняття Ішвари, тобто вищої істоти, релевантним. Школи індуїзму йоги, вайшешики, веданти та ньяя обговорюють Ішвару, але надають їй різні значення.
Вчені ранньої школи Ньяя розглядали гіпотезу божества як Бога-творця, який має владу надавати благословення, блага та плоди; але ці ранні вчені Ньяї потім відкинули цю гіпотезу і були нетеїстами або атеїстами. Пізніше вчені школи Ньяя переглянули це питання і запропонували контраргументи на користь того, що таке Ішвара, і різні аргументи, щоб довести існування всезнаючого, всюдисущого, всемогутнього божества (Бога).
Школа індуїзму вайшешіка, заснована Канадою в 1-му тисячолітті до нашої ери, не вимагала і не покладалася на божество-творця. Пізніше школа вайшешіка прийняла концепцію Ішвари, як стверджує Клаус Клостермаєр, але як вічного Бога, який співіснує у Всесвіті з вічними речовинами та атомами, але Він «заводить годинник і дозволяє йому йти своїм ходом».
Стародавні дослідники індуїзму Мімамса сумнівалися, що таке Ішвара (божество, Бог)? Вони вважали поняття божества непотрібним для послідовної філософії та мокші (сотеріології).
У школі індуїстської філософії Самкх'я Ішвара не є ні Богом-творцем, ні Богом-рятівником. Деякі вчені називають це однією з кількох основних атеїстичних шкіл індуїзму. Інші, такі як Якобсен, стверджують, що Самкх'ю точніше описувати як нетеїстичну. Божество вважається недоречним поняттям, яке не визначається і не заперечується в школі індуїстської філософії Самкх'я.
У школі йоги індуїзму це будь-яке «особисте божество» (Ішта Дева або Ішта Девата) або «духовне натхнення», але не Бог-творець. Козер пояснює, що хоча стислі вірші Патанджалі в Йогасутрах можна тлумачити як теїстичні, так і нетеїстичні, концепція Патанджалі про Ішвару у філософії йоги функціонує як «трансформаційний каталізатор або керівництво для допомоги йогіну на шляху до духовної емансипації».
Школа індуїзму Адвайта-веданта стверджувала, що не існує дуалістичного існування божества (або божеств). Між Дживою та Ішварою немає жодної відмінності чи різниці. Бог (Ішвара, Брахман) тотожний Атману (Я) в кожній людині в школі Адвайта-веданти, і існує моністична Універсальна Абсолютна Єдність, яка поєднує всіх і все.
У двайтській підшколі індуїзму Веданта Ішвара визначається як Бог-творець, який відрізняється від Джіви (індивідуальних Я в живих істотах). У цій школі Бог створює індивідуальні Я (Атман), але індивідуальні Я ніколи не були і ніколи не стануть єдиними з Богом; найкраще, що він може зробити, це відчути блаженство, нескінченно наблизившись до Бога.

## Кількість божеств
Яска, найдавніший відомий дослідник мови в Індії (~500 р. до н. е.), зазначає Вілкінс, згадує, що існує три божества (деви), згідно з Ведами: «Агні (вогонь), чиє місце на землі; Ваю (вітер), чиє місце — повітря; і Сур'я (сонце), чиє місце — на небі». Цей принцип трьох світів (або зон) і його кратних знаходять згодом у багатьох стародавніх текстах. Самгіти, які є найстарішим шаром тексту у Ведах, перераховують 33 деви, або по 11 для трьох світів, або як 12 Адітій, 11 Рудр, 8 Васу та 2 Ашвінів у шарі Брахманів ведичних текстів.
Рігведа стверджує в гімні 1.139.11,
ये देवासो दिव्येकादश स्थ पृथिव्यामध्येकादश स्थ ।

अप्सुक्षितो महिनैकादश स्थ ते देवासो यज्ञमिमं जुषध्वम् ॥११॥

О ви, одинадцять богів, домівкою для яких є небо, о ви, одинадцять, які роблять землю своїм житлом,

Ви, хто могутньо, одинадцять, живете у водах, прийміть цю жертву, о боги, із задоволенням.

– Переклав Ralph T. H. Griffith

Богів, яких одинадцять на небі; яких на землі одинадцять;

і яких є одинадцять, які живуть зі славою в повітрі; нехай ви будете задоволені цією нашою жертвою.

– Переклав ГГ Вілсон— Ригведа 1.139.11

### Один або єдиність
Тридцять три божества коті (33 верховних) згадуються в інших стародавніх текстах, таких як Яджурведа. На сьогоднішній день найбільше богинь стверджують Фолстон і Ебботт, що говорить про те, «наскільки важливі й популярні богині» в індуїстській культурі. Вчені стверджують, що всі божества зазвичай розглядаються в індуїзмі як «еманації або прояв безстатевого принципу під назвою Брахман, який представляє багатогранність Остаточної Реальності».
Ця концепція Бога в індуїзмі «Бог, Всесвіт, люди та все інше — це, по суті, одне», і все пов'язано в єдності, той самий бог є в кожній людині, як Атман, вічне Я. Паралелі між Аллахом в ісламі або Ейн Соф в кабалі та Брахманом проводили багато вчених у минулому, а також останнім часом.

## Іконографія та практики
О Дерево! ви були обрані для поклоніння божеству,

Вітання тобі!

Я поклоняюся вам за правилами, будь ласка, прийміть це.

Нехай усі, хто живе на цьому дереві, знайдуть місце проживання в іншому місці,

Нехай тепер пробачать, ми їм вклоняємось.
—Брігат Самгіта 59.10 - 59.11
Індуїзм має давню і розгалужену іконописну традицію, зокрема у формі Мурті (санскрит: मूर्ति, IAST: Mūrti), або Віграги або Пратіми. Мурті сам по собі не є богом в індуїзмі, але він є образом бога та являє емоційну та релігійну цінність. Буквальний переклад Мурті як ідола є неправильним, стверджує Джанін Фаулер, коли ідол розуміється як забобонна самоціль. Подібно до того, як фотографія людини не є справжньою людиною, Мурті — це зображення в індуїзмі, але не справжнє, але в обох випадках зображення нагадує про щось емоційне та справжнє значення для глядача. Коли людина поклоняється Мурті, це вважається проявом сутності або духу божества, духовні ідеї та потреби поклонника медитуються через нього, але ідея остаточної реальності або Брахмана не обмежується ним.
Мурті індуїстського божества зазвичай виготовляється шляхом різьблення по каменю, обробки дерева, лиття металу або за допомогою гончарства. Тексти середньовічної епохи, що описують їхні правильні пропорції, положення та жести, включають Пурани, Агами та Самгіти, зокрема Шилпа Шастри. Вирази в Мурті варіюються в різних індуїстських традиціях, починаючи від символіки Уґра, що виражає руйнування, страх і насильство (Дурґа, Парваті, Калі), а також символіки Саум'я, що виражає радість, знання та гармонію (Парваті, Сарасваті, Лакшмі). Зображення Саум'я найчастіше зустрічаються в індуїстських храмах. Інші форми Мурті, знайдені в індуїзмі, включають Лінга.
Мурті є втіленням божественного, остаточної реальності або Брахмана для деяких індуїстів. У релігійному контексті їх можна знайти в індуїстських храмах або будинках, де до них можна ставитися як до улюблених гостей і бути учасниками ритуалів Пуджа в індуїзмі. Священики встановлюють мурті в індуїстських храмах за допомогою церемонії Прана Пратіштха, за якою, як стверджують Гарольд Ковард і Девід Гоа, «божественна життєва енергія космосу вливається в скульптуру», а потім божественне вітається як єдине ціле, вітав би друга. В інших випадках він слугує центром уваги під час щорічних святкових процесій, які називаються Утсава Мурті.

### Храм і богослужіння
В індуїзмі божества та їхні ікони можуть перебувати в індуїстському храмі, вдома або як амулет. Поклоніння, яке здійснюють індуїсти, відоме під кількома регіональними назвами, такими як Пуджа. Ця практика перед мурті може бути складною у великих храмах, або бути простою піснею чи мантрою, що промовляється вдома, або жертвою, зробленою сходу сонця, річці чи символічному анікону божества. Археологічні докази поклоніння божествам в індуїстських храмах відносять ритуали Пуджа до епохи імперії Гупти (~4 століття н. е.). В індуїстських храмах різноманітні пуджі можна проводити щодня в різний час дня; в інших храмах це може бути випадковим.
Практика Пуджа структурована як акт привітання, приймання, вшанування божества за власним вибором як свого почесного гостя і пам'ятання духовного та емоційного значення, яке божество являє для відданого. Ян Гонда, а також Діана Л. Ек стверджують, що типова Пуджа включає один або більше з 16 кроків (Шодаша Упачара), які відносяться до стародавніх часів: божество запрошується як гість, відданий приймає та піклується про божество як про нього, почесний гість, хвала (гімни) з Дгупа або Араті разом з їжею (Наїведг'я) пропонується божеству, після вираження любові та поваги господар розлучається і з ніжністю прощається з божеством. Практика поклоніння також може включати роздуми над духовними питаннями, при цьому зображення слугує опорою для такої медитації.
Поклоніння божествам (Бгакті), відвідування храмів і обряди Пуджа не є обов'язковими і необов'язковими в індуїзмі; це вибір індуса, це може бути рутинною щоденною справою для деяких індусів, періодичним ритуалом або нечастим для деяких. Практики поклоніння в індуїзмі такі ж різноманітні, як і його традиції, і індуїст може вибрати політеїст, пантеїст, монотеїст, моністичний, агностик, атеїст чи гуманіст.

## Приклади

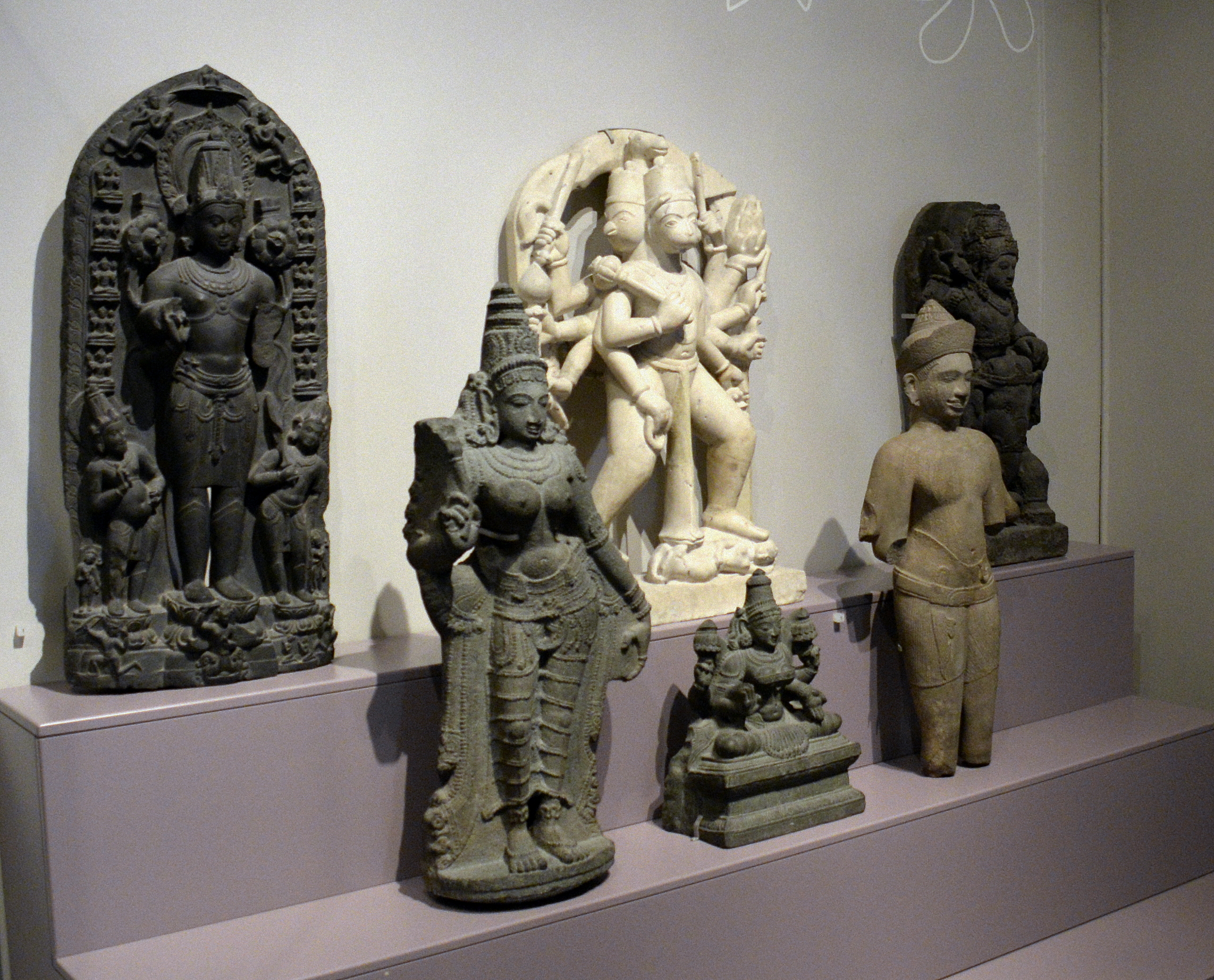
Шість божеств індуїзму. Сур'я, Парваті, Хануман, Лакшмі, Вішну та Індра. Усі ці статуї прийшли з Індії, крім Вішну (з тайсько-камбоджійського кордону). Різні епохи. Національний музей Шотландії, Единбург

Основні божества надихнули величезний жанр літератури, такий як тексти Пуран і Агами, а також власні індуїстські традиції, але зі спільною міфологією, ритуальною граматикою, теософією, аксіологією та поліцентризмом. Вішну та його аватари лежать в основі вайшнавізму, Шива для шиваїзму, Деві для шактизму та деяких індуїстських традицій, таких як традиції Смарта, які вшановують кількох основних божеств (п'ять) як генотеїстичні прояви Брахмана (абсолютної метафізичної Реальності).
Хоча в індуїзмі є різні божества, стверджує Лоуренс, «ексклюзивність, яка стверджує, що лише власне божество є реальним», рідко зустрічається в індуїзмі. Джуліус Ліпнер та інші вчені стверджують, що плюралізм і «поліцентризм» — де інші божества визнаються та шануються членами різних «деномінацій», були індуїстським духом і способом життя.

### Трімурті і Трідеві
Концепція Тріади (або Трімурті, Трійці) з'являється в індуїстській літературі відносно пізно, або в другій половині 1 тисячоліття до н. е. Ідея тріади, яка відіграє три ролі в космічних справах, зазвичай асоціюється з Брахмою, Вішну та Шивою (також званим Магеш); однак це не єдина тріада в індуїстській літературі. Інші тріади включають Трідеві, трьох богинь — Лакшмі, Сарасваті та Парваті в тексті Деві Махатм'ям, у традиції Шакта, яка далі стверджує, що Деві є Брахманом (Останньою Реальністю), і саме її енергія надає сили Брахмі, Вішну та Шиві. Інші тріади, сформульовані як божества в давньоіндійській літературі, включають Сонце (творець), Повітря (підтримувач) і Вогонь (руйнівник); Прана (творець), Їжа (підтримувач) і час (руйнівник). Ці тріади, стверджує Ян Ґонда, у деяких міфологіях об'єднані разом, не утворюючи Трійці, а в інші часи представлені як рівні, єдність і прояви одного Брахмана. У Пуранах, наприклад, ця ідея потрійної «іпостатизації» виражена так:
Вони [Брахма, Вішну, Шива] існують один через одного і підтримують один одного; вони є частинами одне одного; вони існують один через одного; вони ні на хвилину не розлучаються; вони ніколи не залишають один одного.— Ваю-пурана, 5.17, Переклад Яна Гонди
Тріада з'являється в Майтраянія Упанішада, вперше у визнаних ролях, відомих з тих пір, де вони розгортаються, щоб представити концепцію трьох Ґун — вродженої природи, схильностей і внутрішніх сил, що містяться в кожній істоті та всьому, чий баланс трансформує та підтримує змінюючи особистість і світ. Саме в середньовічних пуранічних текстах концепції Трімурті з'являються в різних контекстах, від ритуалів до духовних концепцій. Бгаґавад-Ґіта у віршах 9.18, 10.21-23 і 11.15 стверджує, що тріада або трійця є проявом одного Брахмана, яким Крішна підтверджує себе. Однак, вважає Бейлі, міфологія тріади «не є впливовою і не найважливішою» в індуїстських традиціях, скоріше ідеології та духовні концепції розвиваються на власних засадах. Тріада, коли Брахма створює, Вішну зберігає і Шива руйнує, врівноважує функціонування всього Всесвіту.

### Аватари індуїстських божеств

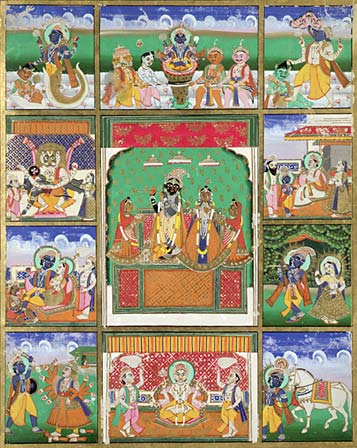
Десять аватарів Вішну (за годинниковою стрілкою, зверху зліва) Матсья, Курма, Варага, Вамана, Крішна, Калкі, Будда, Паршурама, Рами та Нарасімга, (у центрі) Радга та Крішна. Зараз картина зберігається в Музеї Вікторії та Альберта.

Індуїстська міфологія виплекала концепцію Аватара, який являє сходження божества на землю. Це поняття зазвичай перекладається як «втілення» і є «появою» або «проявом».
Концепція Аватара найбільш розроблена у вайшнавській традиції та пов'язана з Вішну, зокрема з Рамою та Крішною. Вішну бере численні аватари в індуїстській міфології. Він стає жінкою під час мантану Самудра у формі Могіні, щоб вирішити конфлікт між Девами та Асурами. Його чоловічі аватари становлять Матсью, Курму, Варагу, Нарасімгу, Ваману, Парашураму, Раму, Крішну, Будду та Калкі. Різні тексти, зокрема Бгаґавад-Ґіта, обговорюють ідею Аватара Вішну, який з'являється для відновлення космічної рівноваги щоразу, коли сила зла стає надмірною та спричиняє постійне гноблення у світі.
У традиціях шактизму це поняття з'являється в легендах як різні прояви Деві, головної Божественної Матері в індуїзмі. Аватари Деві або Парваті включають Дургу та Калі, яких особливо шанують у східних штатах Індії, а також традиції Тантри. Двадцять один аватар Шиви також описаний у шиваїстських текстах, але на відміну від вайшнавських традицій, традиції шиваїв зосереджені безпосередньо на Шиві, а не на концепції Аватара.

### Основні регіональні та паніндійські індуїстські божества
| Ім'я                                                   | Інші імена | Аватари або асоційовані божества                                                                                               | Географія                                                         | Зображення | Раннє ілюстративне мистецтво |
| ------------------------------------------------------ | --- | --- | ----------------------------------------------------------------- | ---------- | ---------------------------- |
| Вішну                                                  | Нараяна, Венкатеша, Джаганнатх Даттатрея, Харі, інші імена Рама та Крішна                                                   | Матсья, Курма, Вараха, Нарасімга, Вамана, Парашурама, Рама, Крішна, Калкі, Vithoba, Perumal, Баларама, Могіні, Будда, Хаягріва | Індія, Непал, Шрі-Ланка, Індонезія                                |            | 2 ст. до н. е.               |
| Шива                                                   | Mahādeva, Pashupati, Tripurantaka, Vishwanatha, Dakshinamurthy, Kālāntaka, Бгайрава, Рудра, Натараджа, Sadashiva, Даттатрея | Batara Guru (Індонезія) Achalanatha (Японія)                                                                                   | Індія, Непал, Шрі-Ланка, Китай                                    |            | 1 ст. до н. е.               |
| Брахма                                                 | Aadi-Prajāpati, Virinci, Vaidyanaatha, Vakpati, Varishta-deva, Kamalaja, Srashtaa, Kartaa, Dhaataa                          | Bonten (Японія), Phra Phrom (Таїланд)                                                                                          | Індія, Непал, Шрі-Ланка, Південно-Східна Азія                     |            | 6 ст. н. е.                  |
| Ґанеша                                                 | Ganapati, Vināyaka, Lambodara, Gajānana                                                                                     | Kangiten (Японія) | Індія, Непал, Шрі-Ланка                                           |            | 7 ст. н. е.                  |
| Картикея                                               | Skanda, Murugan, Mangal, Kumaraswamy, Subramanya, Shanmuga                                                                  | | Індія, Непал, Малайзія, Шрі-Ланка                                 |            | 2 ст. до н. е.               |
| Парваті                                                | Uma, Деві, Ґаурі, Дурґа, Калі, Annapurna                                                                                    | Umahi (烏摩妃, Японія) | Індія, Непал, Шрі-Ланка                                           |            | 5 ст. н. е.                  |
| Лакшмі                                                 | Sri Devi, Gajalakshmi, Kamalāsanā                                                                                           | Сіта, Радга, Kisshōten (Японія) Dewi Sri (Індонезія) Nang Kwak (Тайланд)                                                       | Індія, Непал, Шрі-Ланка                                           |            | 1 ст. до н. е.               |
| Сарасваті                                              | Vāgishvari, Vīnāpāni, Sharda                                                                                                | Benzaiten (Японія), Biàncáitiān (Китай), Thurathadi (М'янма), Suratsawadi (Тайланд)                                            | Індія, Непал, Ява, Балі, Шрі-Ланка                                |            | 10 ст. н. е.                 |
| Дурґа                                                  | Парваті, Калі, Mahishāsuramardini                                                                                           | Бетарі Дурґа (Індонезія) | Індія, Непал, Шрі-Ланка, Бангладеш                                |            | 8 ст. н. е.                  |
| Калі                                                   | Дурґа, Парваті | | Індія, Непал, Шрі-Ланка, Бангладеш                                |            | 12 ст. н. е.                 |
| Mariamman                                              | Дурґа, Парваті | | Індія (переважно Південна Індія), Південно-Східна Азія, Шрі-Ланка |            | 10 ст. н. е.                 |
| Харіхара (Наполовину Вішну - Наполовину Шива)          | ShankaraNarayana | | Індія, Непал, Шрі-Ланка                                           |            | 6 ст. н. е.                  |
| Ardhanārīshvara (Наполовину Шива - Наполовину Парваті) | | | Індія, Непал, Шрі-Ланка                                           |            | 1 ст. н. е.                  |
| Хануман                                                | Anjaneya, Maruthi, Bajarangbali, Langura, Sankatmochan, Pavanasut                                                           | | Індія, Непал, Шрі-Ланка                                           |            | 11 ст. н. е.                 |

## Подальше читання
- Чандра, Суреш (1998). Енциклопедія індуїстських богів і богинь. Sarup & Sons, Нью-Делі, Індія.ISBN 81-7625-039-2.
- Pattanaik, Devdutt (2003). Індійська міфологія: казки, символи та ритуали із серця Субконтиненту. Внутрішні традиції / Ведмідь і компанія.ISBN 0-89281-870-0.
- Кінслі, Девід. Індуїстські богині: бачення божественної жіночності в індуїстських релігійних традиціях . Motilal Banarsidass, Нью-Делі, Індія.ISBN 81-208-0379-5.